# Юриспруденция понятий
Юриспруденция понятий (нем. Begriffsjurisprudenz) — основа юридического позитивизма, подразумевающая выведение (дедукцию) конкретных правоположений из общих понятий, видевшей в понятиях основной источник знания. 

«Юриспруденции понятий» Р. Иеринг придерживался примерно с 40-х годов XIX в. по середину 50-х годов XIX в. «Юриспруденция понятий» существовала в качестве первой части учения Рудольфа фон Иеринга.
«Понятия продуктивны, они комбинируются и производят на свет новые понятия», — Р. Иеринг.
Сущностью данного учения было выведение догматов юриспруденции только из логических законов.
На основе системного мышления, анализа и логики в правоведении сформировалась так называемая «юриспруденция понятий» Р. Иеринга. Помимо Р. Иеринга разработкой «Юриспруденции понятий» занимались Фридрих Карл фон Савиньи и Георг Фридрих Пухта.